# Флавија Јулија Констанција
Флавија Јулија Констанција (лат. Flavia Iulia Constantia) је била ћерка Констанција и Теодоре и сестра по оцу Константину Великом. Крајем 311. или почетком 312. удана је за Лицинија. Венчање је обављено фебруара 313. у Медиолануму. Могуће да је тамо путем једног Константиновог рескрипта адоптирала ванбрачног сина свог супружника који ће се касније звати њеним сином. Док је у Никомедији боравила као царица источног дела Царства, на двору је превагнуо утицај тамошњег епископа Еузебија. Он ју је довео у везу са Аријем чија је истинска следбеница она била. Такође је била у преписци са једним другим старешином аријанске секте, епископом Еузебијем Памфилијем Цезарејским. Када јој је супруг, после пресудног пораза код Хрисопоља (324), побегао у Никомедију, Констанција му је испословала мир код Константина. Додуше, престала је да буде августа, и прихватила само нижи наслов врло племените жене (nobilissima femina), али је задржала утицај на свог полубрата. Он је касније дао да се њен лик утискује на новцу. Када је уздигла луку Газу до самосталног града, назвала ју је по себи. Стога су јој и после смрти њеног супружника постављали статуе. Била је присутна на Никејском сабору и наговарала своје аријанске пријатеље да усвоје формулу вере (formula confessionis). Да се Константин због тога што му је полусестра на самртничкој постељи препоручивала једног аријанског презвитера определио за аријанску секту, чини се да је мит.
Умрла је око 330. године.